# Marcello Mastroianni

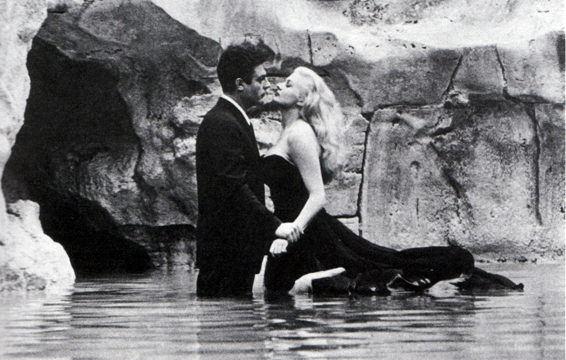
Foto från den berömda scenen i Fontana di Trevi med Marcello Mastroianni och Anita Ekberg i filmen Det ljuva livet (1960).

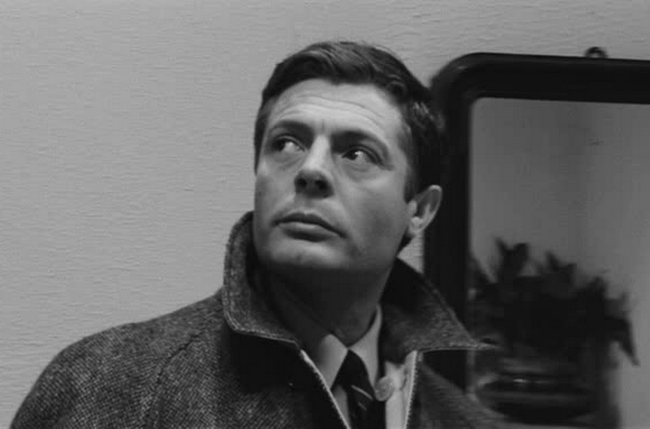
Marcello Mastroianni i filmen Misstänkt för mord (1961).

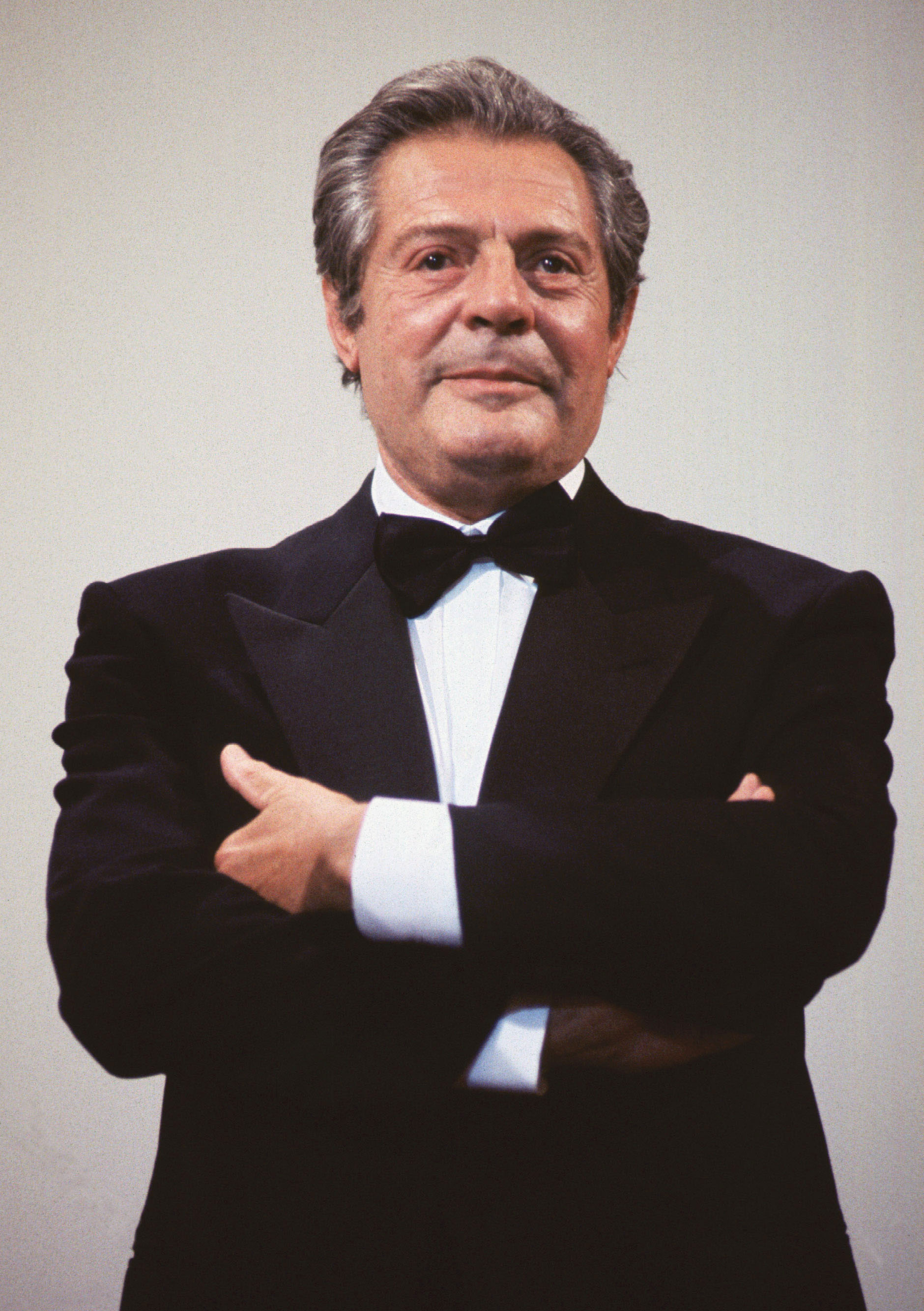
Marcello Mastroianni, 1990.

Marcello Vincenzo Domenico Mastroianni, född 26 september 1924 i Fontana Liri i Lazio, död 19 december 1996 i Paris i Frankrike, var en italiensk skådespelare.

## Biografi
Marcello Mastroiannis föräldrar var fattiga lantbrukare. Under andra världskriget arbetade han en kort period som tecknare, innan han sändes till ett arbetsläger av tyskarna. Han lyckades rymma och tillbringade återstoden av kriget i ett vindsrum i Venedig.
Efter kriget begav han sig till Rom, där han på dagarna arbetade som kontorist och på kvällarna började spela teater med några universitetsstuderande. Han var som medlem av Luchino Viscontis scenensemble en del av förnyelsen av italiensk teater åren efter kriget.
Marcello Mastroianni gjorde sin filmdebut 1948 i en ej krediterad roll som revolutionär i Samhällets olycksbarn, en italiensk version av romanen med samma titel. Från mitten av 1950-talet etablerade han sig som internationell stjärna.
Marcello Mastroianni var gift med en och samma kvinna från 1950 fram till sin död. Likväl hade han flera omtalade kärleksaffärer. I slutet av 1960-talet med Faye Dunaway, som han träffade under inspelningen av Amanti. Åren 1971–1975 hade han ett kärleksförhållande med den franska skådespelerskan Catherine Deneuve med vilken han fick dottern Chiara.

## Filmografi (urval)
- 1948 – Samhällets olycksbarn (ej krediterad)
- 1950 – En söndag i augusti
- 1955 – Lockbetet
- 1955 – Den syndfulla mjölnerskan
- 1956 – Härligt att vara kvinna
- 1957 – Vita nätter
- 1958 – Kvartetten som sprängde
- 1960 – Det ljuva livet
- 1960 – Den vackre Antonio
- 1961 – Natten
- 1961 – Misstänkt för mord
- 1961 – Skilsmässa på italienska
- 1963 – 8 ½
- 1963 – I compagni
- 1963 – Igår, idag, imorgon
- 1964 – Giftas på italienska
- 1965 – Casanova '70
- 1965 – Det 10:e offret
- 1966 – Jag, jag, jag och de andra
- 1968 – Amanti
- 1970 – Kärleksflugan
- 1971 – Det händer bara andra
- 1972 – Che?
- 1973 – Brakfesten
- 1974 – Vi som älskade varann så mycket
- 1977 – En alldeles särskild dag
- 1980 – Kvinnostaden
- 1982 – Natten i Varennes
- 1986 – Ginger & Fred
- 1987 – Intervista
- 1989 – Svarta ögon
- 1989 – Hur mycket är tiden?
- 1992 – Ge kärleken en chans
- 1993 – Ett, två, tre, frys!
- 1994 – Prêt-à-Porter
- 1996 – Tre liv och bara en död